# マイ・ブラザー 哀しみの銃弾
『マイ・ブラザー 哀しみの銃弾』（マイ・ブラザー かなしみのじゅうだん、Blood Ties）は、2013年のフランス・アメリカ合衆国合作の犯罪映画。フランスの俳優ギヨーム・カネが2008年に主演した映画『Les Liens du sang』を自ら監督して英語リメイクした作品である。原作はミシェル・パペとブリュノ・パペによる自伝『Deux frères, flic & truand』。

## あらすじ
1974年。クリス（クライヴ・オーウェン）が7年の刑期を終えて刑務所から出所する。弟のフランク（ビリー・クラダップ）と姉のマリー（リリ・テイラー）が彼を出迎える。持病を抱えている父のレオン（ジェームズ・カーン）はマリーと同居している。
クリスは、堅気の仕事を通じてナタリー（ミラ・クニス）と出会い、交際を始める。しかし、昔の仕事仲間に誘われたことをきっかけに、再び犯罪に手を染めるようになる。やがて前妻のモニカ（マリオン・コティヤール）と共に始めた売春斡旋業が軌道に乗り始める。
一方、刑事のフランクはアンソニー（マティアス・スーナールツ）を逮捕する際、元恋人のヴァネッサ（ゾーイ・サルダナ）と偶然に出会う。フランクとヴァネッサは再び惹かれ合う。ヴァネッサはアンソニーと離婚することを決意する。身の危険を感じて遠くへ旅立とうとするフランクとヴァネッサを、アンソニーが追いかける。アンソニーの銃口がフランクに向けられた瞬間、クリスがアンソニーを背後から撃つ。フランクは、駆けつけた警官たちに逮捕されるクリスを呆然と見つめるが、クリスは満足げに微笑む。

## キャスト
※括弧内は日本語吹替
- クリス - クライヴ・オーウェン（松田健一郎）： 殺人事件で服役し、7年の刑期を務めて出所した男。
- フランク - ビリー・クラダップ（梶雅人）： クリスの弟。優秀な刑事[2]。
- モニカ - マリオン・コティヤール（志摩淳）： クリスの元妻。売春婦。
- ナタリー - ミラ・クニス（鳴海杏子）： クリスの新しい恋人。
- ヴァネッサ - ゾーイ・サルダナ（まつだ志緒理）： フランクの元恋人。
- アンソニー・スカルフォ - マティアス・スーナールツ： ヴァネッサの夫。違法薬物の売人。
- レオン - ジェームズ・カーン（堀越富三郎）： クリスとフランクの父親。
- コネラン警部補 - ノア・エメリッヒ： フランクの上司。
- マリー - リリ・テイラー： クリスとフランクの姉。父レオンと同居。
- マイク - ドメニク・ランバルドッツィ： クリスの幼なじみの仲間。

## 音楽
主な挿入曲は以下のとおり。
- 「シュガー・ベイビー・ラヴ」（ルベッツ）
- 「キッスでダウン」（クリスタルズ）
- 「クリムズンとクローバー」（トミー・ジェイムス&ザ・ションデルズ）
- 「17才の頃」（ジャニス・イアン）
- 「ホワット・イズ・ヒップ」（タワー・オブ・パワー）
- 「ジャスト・ワン・ルック」（ドリス・トロイ）
- 「ヘロイン」（ヴェルヴェット・アンダーグラウンド&ニコ）

## 評価
『The Independent』のGeoffrey Macnabは、『ミーン・ストリート』『ゴッドファーザー』『フレンチ・コネクション』といった作品への参照を指摘した上で、本作を「ギヨーム・カネによる、1970年代アメリカ犯罪ドラマへのオマージュ」と評した。